# Ooops! Ho perso l'arca...
Ooops! Ho perso l'arca... (Ooops! Noah is Gone...) è un film d'animazione del 2015 diretto da Toby Genkel e Sean McCormack, ispirato al racconto biblico dell'arca di Noè. È un film animato al computer, prodotto dalla Ulysses Filmproduktion e distribuito dalla Eagle Pictures. È uscito in Italia il 9 aprile 2015.

## Trama
Il diluvio universale incombe e l'arca di Noè è pronta per accogliere gli animali. Purtroppo Dave e suo figlio Finny, due esemplari di "Nasocchione", non sono sulla lista. Con un efficace travestimento riescono a salire furtivamente a bordo, con l'aiuto involontario delle "Musoni" Hazel e sua figlia Leah. Poco prima della partenza, i cuccioli scendono dall'arca senza accorgersene e si ritrovano a lottare per sopravvivere al diluvio e ai predatori affamati: tentano allora di raggiungere la cima di una montagna in compagnia dei nuovi amici Obesino e Scrocchino. Nel frattempo, Dave ed Hazel devono mettere da parte le loro differenze e rivalità, per cercare di invertire la rotta dell'Arca e salvare i loro figli.

## Riconoscimenti
- 2015 - 23° Deutsche Kinder-Medien-Festival "Goldener Spatz"
  - Miglior film di animazione

## Critica
Il film si è posizionato sul sito Rotten Tomatoes con una valutazione pari al 36% dalla critica e 43% dall'audience, mentre su Imdb il pubblico lo ha votato con 5.8 su 10.

## Sequel
Nel 2020 è uscito il secondo capitolo chiamato Ooops! L'avventura continua...

## Altri media

### Videogiochi
Ooops! Noah is gone uscito nel 2015 per dispositivi iOS.